# 1907 v hudbě
Na této stránce naleznete seznam událostí souvisejících s hudbou, které proběhly roku 1969.

## Události
- 27. ledna – Na základě protestů vedení Metropolitní opery, že opera Richarda Strausse Salome je mravně pobuřující, ji stáhli z repertoáru
- 16. května – Sergej Ďagilev představil v Paříži sérii koncertů, propagující ruskou hudbu (Nikolaj Rimský-Korsakov, Alexander Glazunov, Alexander Borodin, Modest Petrovič Musorgskij a dalších. Úryvky z oper zpíval Fjodor Šaljapin, který se stal pařížskou senzací.
- 12. června – Univerzita v Cambridgi udělila čestný doktorát hudby ruskému skladateli Alexandru Glazunovi
- 18. června – Univerzita v Oxfordu udělila čestný doktorát hudby ruskému skladateli Alexandru Glazunovi
- 26. června – Univerzita v Oxfordu udělila čestný doktorát hudby francouzskému skladateli Camille Saint-Saënsovi

## Klasická hudba
- Kammersymphonie für fünfzehn Soloinstrumente (großes Orchester), Op.9 - Arnold Schoenberg, premiéra ve Vídni 8. února 1907.[1]
- Pomp and Circumstance č.4, Edward Elgar, premiéra 24. srpna v Londýně.[1]
- Symfonie č.1 Es dur - Igor Stravinskij, premiéra 27. dubna Imperiálním Orchestrem v Petrohradě v soukromém koncertě. Veřejná premiéra byla až 5. února 1908
- Symfonie č.3 C dur - Jean Sibelius, premiéru dirigoval autor 25. srpna v Helsinkách.[1]

## Opery
- Marcella (Umberto Giordano), premiéra 9. listopadu v divadle La Scala, Milán[1]
- Pověst o neviditelném městě Kitěži a panně Fevronii (Nikolaj Andrejevič Rimskij-Korsakov), premiéra 20. února v Mariinském divadle v Petrohradě
- Romeo und Julie auf dem Dorfe (Romeo a Julie na vsi) (Frederick Delius), premiéra 21. února v Komické opeře v Berlíně[1]
- Švanda dudák (Karel Bendl)
- Therese (Jules Massenet), premiéra 7. února v Monte Carlu[1]

## Narození
- 24. února – Oldřich Palkovský, český hudební skladatel a pedagog († 13. května 1983)
- 01. dubna
  - Walter Kaufmann, český hudební skladatel, pedagog a dirigent († 9. září 1984)
  - Gejza Dusík, slovenský hudební skladatel († 6. května 1988)
- 18. dubna – Miklos Rosza, maďarský hudební skladatel († 27. července 1995)
- 22. dubna – Alfred Mahovsky, český hudební skladatel († 17. dubna 1932)
- 08. srpna – Benny Carter, americký saxofonista, trumpetista, klarinetista a hudební skladatel († 12. července 2003)
- 23. září – Jarmila Novotná, česká operní pěvkyně († 9. února 1994)
- 12. října – Wolfgang Fortner, německý hudební skladatel († 5. září 1987)
- 27. října – Helmut Walcha, německý hudební skladatel († 11. srpna 1991)
- 18. listopadu – Compay Segundo, kubánský kytarista († 14. července 2003)
- 25. prosince – Cab Calloway, americký zpěvák († 18. listopadu 1994)

## Úmrtí
- 3. ledna – Josef Förster ml., český hudební skladatel a pedagog (* 22. února 1833)
- 17. března – Karel Knittl, český hudební skladatel, pedagog a dirigent (* 4. října 1853)
- 15. srpna - Joseph Joachim, maďarský houslista (* 28. června 1831)
- 4. září – Edvard Grieg, norský hudební skladatel (* 15. června 1843)
- 17. září – Ignaz Brüll, rakouský hudební skladatel a klavírista (* 7. listopadu 1846)
- 12. listopadu – Arnošt Praus, český varhaník a hudební skladatel (* 3. března 1873)